# 包献华
包献华（1969年3月—），男性，汉族，中华人民共和国政治人物，中国共产党党员。拥有研究生学历。长期在中央国家机关任职，曾先后担任中华人民共和国科技部创新体系建设办公室副主任、国家科技基础条件平台中心主任、科技部成果转化与区域创新司司长等职。2021年11月出任内蒙古自治区人民政府副主席、党组成员。
2025年2月升任中共内蒙古自治区党委常委、宣传部部长。